# Bradycellus congener
Bradycellus congener är en skalbaggsart som beskrevs av Leconte 1868. Bradycellus congener ingår i släktet Bradycellus och familjen jordlöpare. Inga underarter finns listade i Catalogue of Life.